# Alicja Janosz
Alicja Janosz (Pszczyna, 4 giugno 1985) è una cantante polacca.

## Biografia
Alicja Janosz ha debuttato nel mondo della musica nel 1999 come parte del cast del musical Piotruś Pan. L'anno successivo ha vinto un episodio del programma canoro Szansa na sukces.
Nel 2002 ha vinto la prima edizione del talent show Idol, che le ha fruttato un contratto discografico con la BMG Poland. Il suo album di debutto, Ala Janosz, è uscito nel novembre dello stesso anno e ha raggiunto la 3ª posizione nella classifica polacca. L'anno successivo ha partecipato a World Idol, dove si sono esibiti undici vincitori del franchise da tutto il mondo, classificandosi 8ª.
Nel gennaio del 2004 la cantante ha preso parte a Krajowe Eliminacje, il programma di selezione del rappresentante polacco per l'Eurovision Song Contest, presentando il brano I'm Still Alive e classificandosi 4ª su quindici partecipanti per volere del televoto.
Ha terminato il suo contratto con la BMG nel 2009; l'anno successivo ha pubblicato un album con il gruppo HooDoo Band, con cui collabora dal 2006, mentre nel 2011 è uscito Vintage, il suo secondo album da solista, seguito da Retronowa nel 2016, e da Dzieciom nel 2020. Quest'ultimo è diventato il suo secondo ingresso nella classifica nazionale, fermandosi al 33º posto.

## Discografia

### Album in studio
- 2002 – Ala Janosz
- 2011 – Vintage
- 2016 – Retronowa
- 2020 – Dzieciom

### Singoli
- 2002 – Może się wydawać
- 2002 – Zmień siebie
- 2003 – Zbudziłam się
- 2003 – Przyjaciel dobra rzecz
- 2003 – To co w nas ukryte (con Szymon Wydra)
- 2004 – I'm Still Alive
- 2011 – Jest jak jest
- 2011 – I Woke Up So Happy
- 2011 – Nie tak
- 2012 – Zawsze za mało
- 2016 – Gdy przychodzi noc